# Ofensiva de Iași - Chișinău
L'Operació Iaşi-Chişinău (rus: Ясско-кишинёвская стратегическая наступательная операция) va ver una ofensiva soviètica contra les forces de l'Eix, que va tenir lloc a la Romania oriental entre el 20 i el 29 d'agost de 1944. Els fronts 2n i 3r ucraïnesos de l'Exèrcit Roig van enfrontar-se al Grup d'Exèrcits Sud d'Ucraïna, que estava format per una formació combinada de formacions alemanyes i romaneses, en una operació per reclamar l'RSS de Romania i destruir les forces de l'Eix a la regió, obrint així el camí vers Romania i els Balcans.
L'ofensiva resultà en l'encerclament i destrucció de les forces defensores alemanyes, permetent així a l'Exèrcit Soviètic reprendre el seu avanç estratègic a l'Europa Oriental. També forçà a Romania a canviar la seva aliança amb les potències de l'Eix a la Unió Soviètica.

## Preparant l'escenari
L'Exèrcit Roig va fer un atac sense èxit al mateix sector, conegut com a Primera ofensiva de Iaşi-Chişinău entre el 6 d'abril i el 4 de juny de 1944. Durant 1944, la Wehrmacht va ser colpejada a tota la línia del front oriental. Al maig, el Grup d'Exèrcits d'Ucraïna Sud (Heeresgruppe Südukraine) estava sent obligat a retrocedir fins a la frontera romanesa de preguerra, i estava intentant formar una línia defensiva al riu Dnièster, la qual va ser trencada en dos punt per l'Exèrcit Roig. Després del mes de juny, la calma tornà al sector, permetent que els alemanys reconstruïssin les seves formacions.
Al juny de 1944, el Heeresgruppe Südukraine era una de les formacions alemanyes més poderoses en termes de blindats, però va ser afeblida durant l'estiu, amb la major part de les seves formacions blindades sent traslladades al Front Nord i Central, per tal d'aturar l'avanç soviètic a les repúbliques bàltiques, Belarús, el nord d'Ucraïna i Polònia. Tot just abans de l'ofensiva, les úniques formacions blindades que hi restaven eren la 1a Divisió Cuirassada Romanesa i la 13a Divisió Panzer, així com la 10a divisió Panzergrenadier.

### Fracàs de la intel·ligència alemanya
Les operacions de diversió soviètiques prèvies a l'atac funcionaren. L'alt comandament alemany cregué que el moviment de forces soviètiques a la frontera era l'enviament de tropes cap al nord. Així mateix, les posicions exactes de les formacions soviètiques eren desconegudes pels alemanys fins a les hores prèvies a l'inici de l'operació.

## Estratègia soviètica
El pla de la Stavka per l'operació es basava en un doble embolcallament dels exèrcits romanesos i alemanys per part del Fronts 2n i 3r d'Ucraïna.
El 2n Front d'Ucraïna havia de trencar la línia al nord d'Iaşi, i llavors havia de llançar les seves formacions mòbils per travessar el riu Prut abans que ho poguessin fer les formacions del 6è Exèrcit alemany en retirada. Llavors, el 6è Exèrcit Cuirassat entraria en acció per travessar el riu Siret a la Bossa de Focşani, una línia fortificada entre els rius Siret i Danubi.
El 3r Front d'Ucraïna havia d'atacar des del seu cap de pont al Dnièster, situat prop de Tiraspol, i llavors ficar formacions mòbils amb la missió de dirigir-se al nord fins a trobar les formacions mòbils del 2n Front d'Ucraïna. Així les tropes alemanyes quedaries tancades prop de Chişinău.
Un cop s'hagués assolit l'encerclament, el 6è Exèrcit Cuirassat i el 4t Cos Mecanitzat de la Guàrdia es llançarien vers Bucarest i els camps petrolers de Ploieşti.